# Boitzenburger Land
Boitzenburger Land ist eine amtsfreie Gemeinde im Landkreis Uckermark im Land Brandenburg (Deutschland). Sie gehört zu den 100 flächengrößten Gemeinden Deutschlands.

## Geografie
Das im Nordosten Brandenburgs gelegene Gemeindegebiet umfasst die eiszeitlich geprägte Hügel- und Seenlandschaft der westlichen Uckermark. Große Teile der Gemeinde Boitzenburger Land liegen im Naturpark Uckermärkische Seen. Von den Uckermärkischen Seen seien die fünf größten innerhalb des Gemeindegebietes genannt: Kuhzer See, Trebbowsee, Haussee, Großer Küstriner See und Krewitzsee. Die Gemeinde ist im Nordosten (Zerweliner Heide) und im Südwesten (Große Warthesche Heide) von ausgedehnten, zusammenhängenden Waldgebieten umgeben. Im Nordwesten grenzt der mecklenburgische Landkreis Mecklenburgische Seenplatte an die Gemeinde Boitzenburger Land. Nachbargemeinden im Landkreis Uckermark sind die Nordwestuckermark, Gerswalde, Mittenwalde (Uckermark), Templin und Lychen.

## Gemeindegliederung

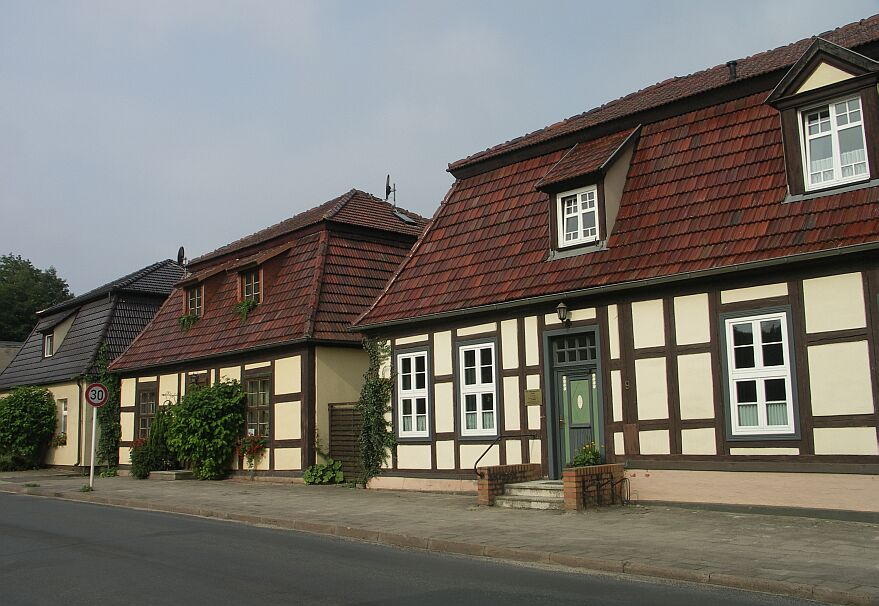
Häuser am Schloss

Zur Gemeinde gehören die Ortsteile
| - Berkholz - Boitzenburg (Verwaltungssitz) - Buchenhain - Funkenhagen - Hardenbeck | - Haßleben - Jakobshagen - Klaushagen - Warthe - Wichmannsdorf |

sowie die Wohnplätze
| - Aalkasten - Am Schlangenbruch - Birkenhof - Boisterfelde - Bröddin - Brüsenwalde - Bungalowsiedlung am Carwitzer See - Charlottenthal - Collinshof - Düster Möll | - Egarsee - Eichenhof - Falkenhain - Fischerhaus - Fürstenau - Garliep-Hof - Götzkendorf - Hoppenhuus | - Karolinenhof - Krewitz - Krumme Hecken - Kuhz - Lehmannshof - Lichtenhain - Lindensee - Luisenfelde | - Mahlendorf - Mathildenhof - Mellenau - Neu Zerwelin - Neufunkenhagen - Rosenow - Ruhhof - Rummelpforter Mühle | - Saugarten - Stabeshöhe - Steinrode - Sternthal - Suhrhof - Tannenhof - Thomsdorf - Zerwelin |

## Geschichte
Der Minister des Innern des Landes Brandenburg erteilte am 20. Juli 1992 (und am 27. Juli 1992) seine Zustimmung der Bildung des Amtes Boitzenburg/Uckermark. Als Zeitpunkt des Zustandekommens des Amtes wurde der 1. August 1992 festgelegt. Das Amt hatte seinen Sitz in der Gemeinde Boitzenburg und bestand zunächst aus zehn Gemeinden im damaligen Kreis Templin:
1. Berkholz
2. Boitzenburg
3. Buchenhain
4. Funkenhagen
5. Hardenbeck
6. Haßleben
7. Jacobshagen
8. Klaushagen
9. Warthe
10. Wichmannsdorf

Am 27. Dezember 2001 genehmigte das Ministerium des Innern den Zusammenschluss der Gemeinden Berkholz, Boitzenburg, Buchenhain, Funkenhagen, Hardenbeck, Haßleben, Klaushagen, Jakobshagen, Warthe und Wichmannsdorf zur neuen Gemeinde Boitzenburger Land zum 31. Dezember 2001. Das Amt Boitzenburg (Uckermark) wurde zum selben Zeitpunkt aufgelöst.
Die heutigen Ortsteile der Gemeinde gehörten 1817–1952 zum Landkreis Templin (bis 1947 in der preußischen Provinz Brandenburg, 1947–1952 im Land Brandenburg). 1952–1993 waren die Orte Teil des Kreises Templin (bis 1990 im DDR-Bezirk Neubrandenburg, 1990–1993 wieder im Land Brandenburg). Seit der Kreisreform in Brandenburg im Jahr 1993 gehören sie zum Landkreis Uckermark.
Die Bahnstrecke Fährkrug–Fürstenwerder war von 1913 bis 1945 in Betrieb und hatte im heutigen Gemeindegebiet die drei Bahnhöfe Warthe, Hardenbeck und Krewitz.

## Bevölkerungsentwicklung

### Gemeinde Boitzenburger Land
| Jahr | Einwohner |
| ---- | --------- |
| 2001 | 4 553     |
| 2005 | 4 119     |
| 2010 | 3 668     |
| 2015 | 3 213     |
| 2020 | 3 112     |

| Jahr | Einwohner |
| ---- | --------- |
| 2021 | 3 110     |
| 2022 | 3 033     |
| 2023 | 2 964     |
| 2024 | 2 944     |

Gebietsstand des jeweiligen Jahres, Einwohnerzahl: Stand 31. Dezember, ab 2011 auf Basis des Zensus 2011, ab 2022 auf Basis des Zensus 2022

### Ortsteil Boitzenburg
| Jahr | Einwohner |
| ---- | --------- |
| 1875 | 948       |
| 1890 | 888       |
| 1910 | 786       |
| 1925 | 877       |
| 1933 | 725       |
| 1939 | 783       |

| Jahr | Einwohner |
| ---- | --------- |
| 1946 | 1 094     |
| 1950 | 1 062     |
| 1964 | 1 017     |
| 1971 | 0 932     |
| 1981 | 1 303     |
| 1985 | 1 511     |

| Jahr | Einwohner |
| ---- | --------- |
| 1990 | 1 540     |
| 1995 | 1 536     |
| 2000 | 1 411     |

Gebietsstand des jeweiligen Jahres

## Politik

### Gemeindevertretung
Die Gemeindevertretung von Boitzenburger Land besteht entsprechend der Einwohnerzahl der Gemeinde aus 16 Mitgliedern und dem hauptamtlichen Bürgermeister. Die Kommunalwahl am 9. Juni 2024 führte bei einer Wahlbeteiligung von 69,5 % zu folgendem Ergebnis:
| Partei / Wählergruppe                                 | Stimmenanteil 2019 | Sitze 2019 |        | Stimmenanteil 2024 | Sitze 2024 |
| ----------------------------------------------------- | ------------------ | ---------- | ------ | ------------------ | ---------- |
| Freie Wählervereinigung Boitzenburger Land            | 38,0 %             | 6          | 22,7 % | 4                  |            |
| AfD*                                                  | –                  | –          | 19,7 % | 1                  |            |
| Wählergemeinschaft Ländlicher Raum Boitzenburger Land | –                  | –          | 17,4 % | 3                  |            |
| Einzelbewerberin Anet Hoppe*                          | –                  | –          | 10,8 % | 1                  |            |
| SPD                                                   | –                  | –          | 09,0 % | 1                  |            |
| Bündnis 90/Die Grünen                                 | 12,5 %             | 2          | 08,0 % | 1                  |            |
| CDU                                                   | 27,2 %             | 4          | 06,0 % | 1                  |            |
| Bündnis lebenswertes Boitzenburger Land               | –                  | –          | 05,1 % | 1                  |            |
| Einzelbewerber Christian Hass                         | –                  | –          | 01,4 % | –                  |            |
| Die Linke                                             | 19,6 %             | 3          | –      | –                  |            |
| Einzelbewerber Mathias Gärtner                        | 02,7 %             | 1          | –      | –                  |            |
| Insgesamt                                             | 100 %              | 16         | 100 %  | 13                 |            |

* Bei der Wahl 2024 entfielen auf die AfD drei Sitze, von denen zwei unbesetzt bleiben, weil die Partei nur einen Kandidaten nominiert hatte. Auf die Einzelbewerberin Anet Hoppe entfielen zwei Sitze, sodass ein weiterer Sitz unbesetzt bleibt.

### Bürgermeister
- 2003–2016: Bernhardt Rengert (parteilos)[14]
- seit 2016: Frank Zimmermann (parteilos)

Bernhardt Rengert wurde in der Stichwahl am 20. Juni 2010 mit 58,2 % der gültigen Stimmen erneut zum Bürgermeister gewählt
. Er ist seit dem 30. Juni 2016 im Ruhestand.
Sein Nachfolger Frank Zimmermann wurde in der Bürgermeisterstichwahl am 4. Dezember 2016 mit 71,6 % der gültigen Stimmen gewählt. In der Bürgermeisterwahl am 22. September 2024 wurde er mit 57,6 % der gültigen Stimmen in seinem Amt bestätigt. Seine Amtszeit beträgt acht Jahre.

### Wappen
| Wappen von Boitzenburger Land | Blasonierung: „Geviert und geteilt durch eine silberne Leiste; Feld 1: in Blau ein silberner Renaissanceschlossgiebel mit zwei offenen Fenstern und einem Vierpass darüber, Feld 2 und 3: in Rot zwei silberne Balken, Feld 4: in Blau ein offenes silbernes Spitzbogenfenster.“ |
| Wappen von Boitzenburger Land | Wappenbegründung: Feld 2 und 3 sind aus dem Wappen der im Boitzenburger Land langjährig herrschenden Adelsfamilie von Arnim entlehnt. Das Wappen wurde am 30. Oktober 2007 durch das Ministerium des Innern genehmigt.                                                           |

### Flagge
„Die Flagge ist Blau - Weiß - Blau (1:2:1) gestreift und mittig mit dem Gemeindewappen belegt.“

### Dienstsiegel
Das Dienstsiegel zeigt das Wappen der Gemeinde mit der Umschrift GEMEINDE BOITZENBURGER LAND • LANDKREIS UCKERMARK.

## Sehenswürdigkeiten

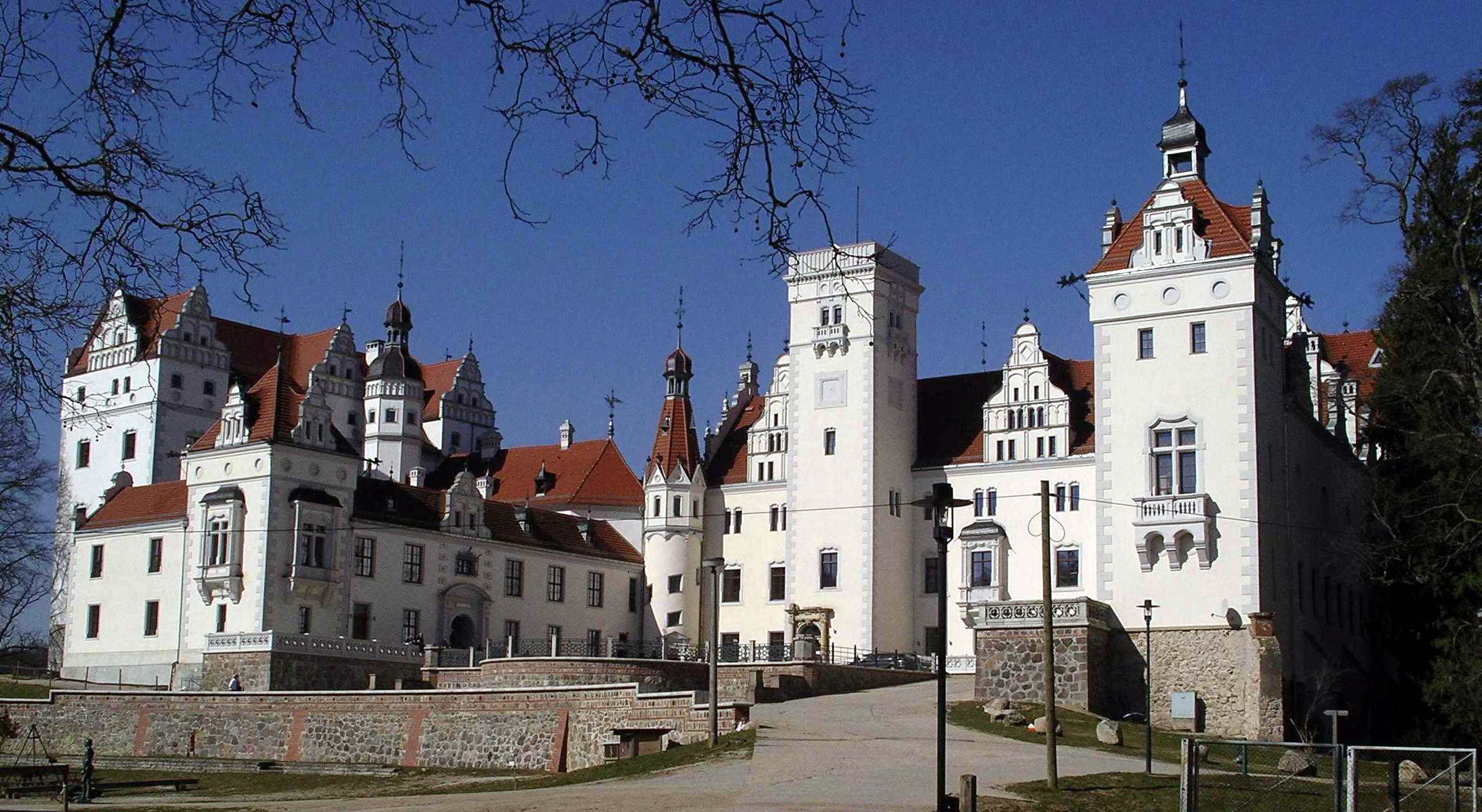
Schloss Boitzenburg

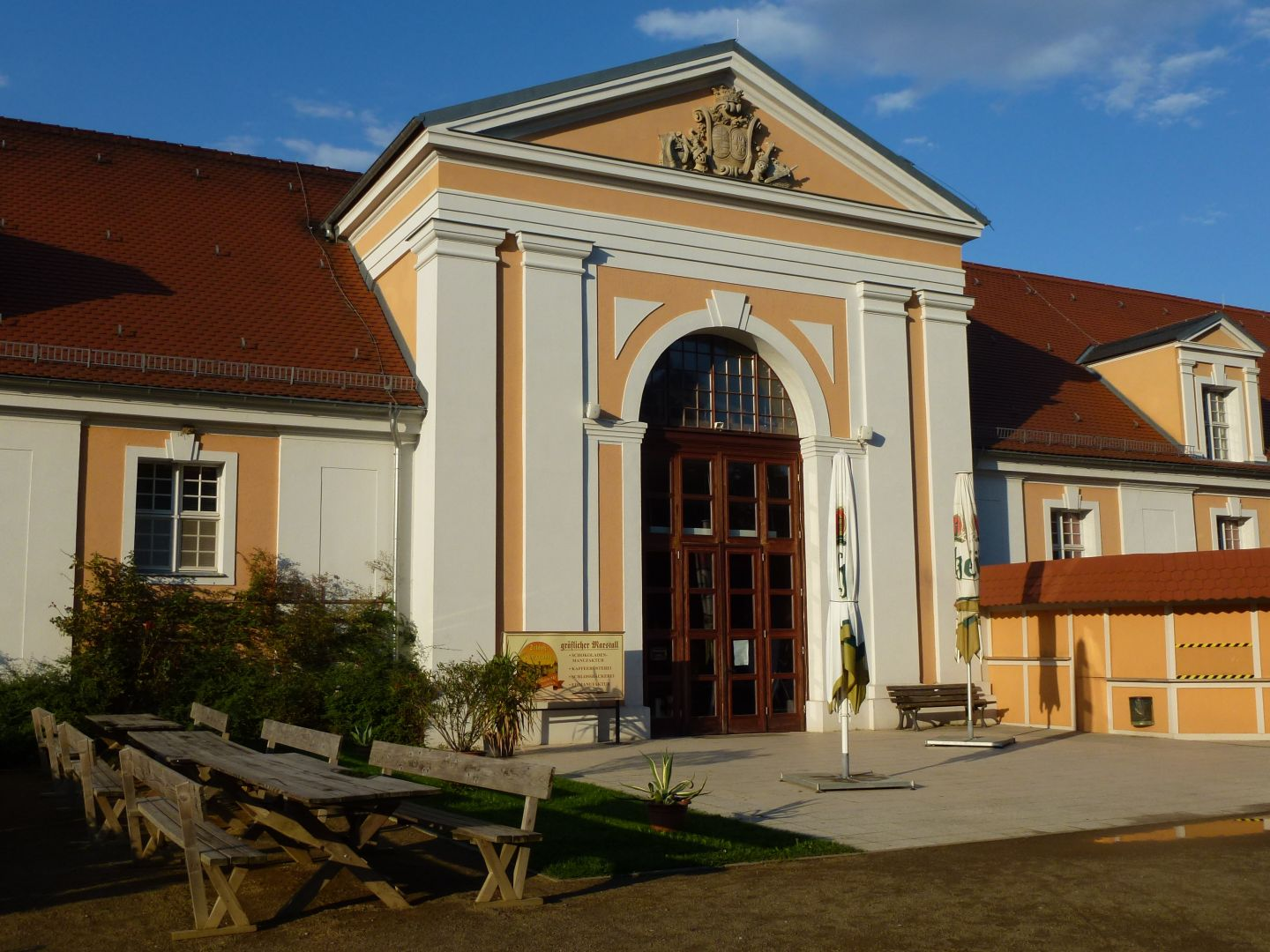
Marstall

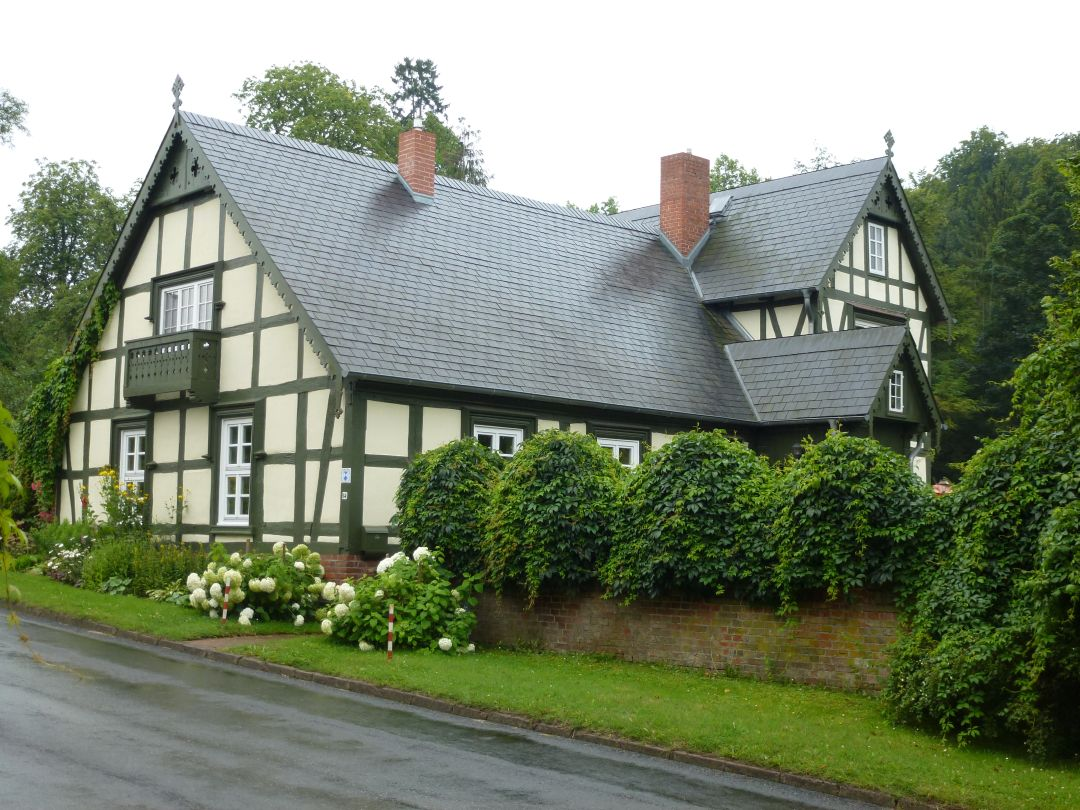
Gärtnerhaus

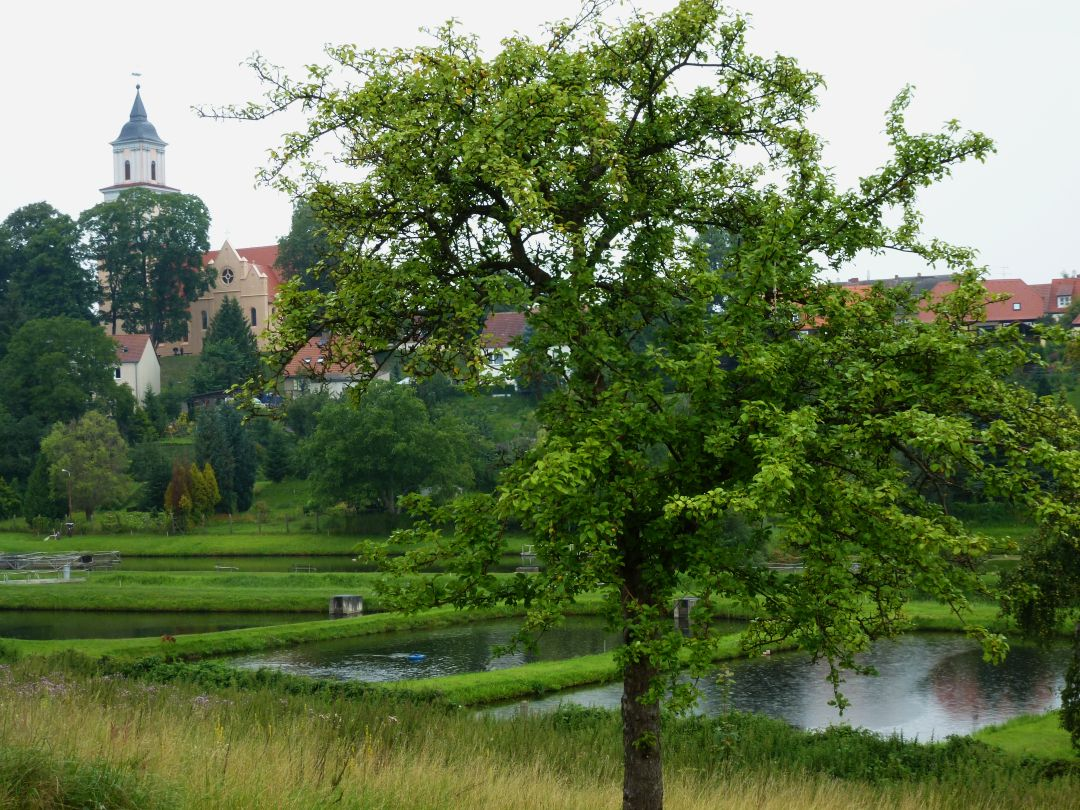
Kirche St. Marien auf dem Berge, im Vordergrund Fischteiche

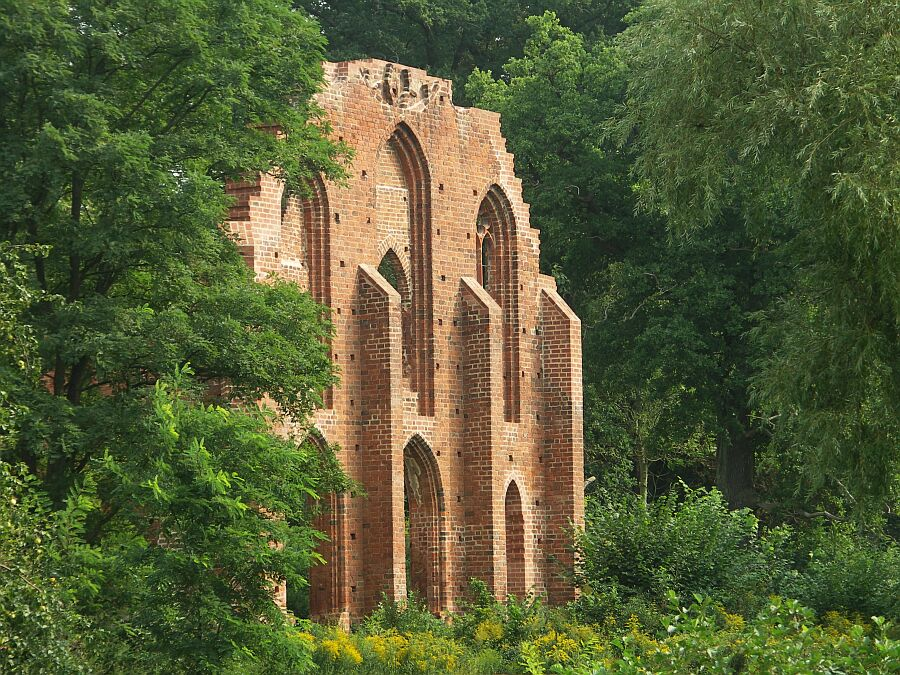
Klosterruine

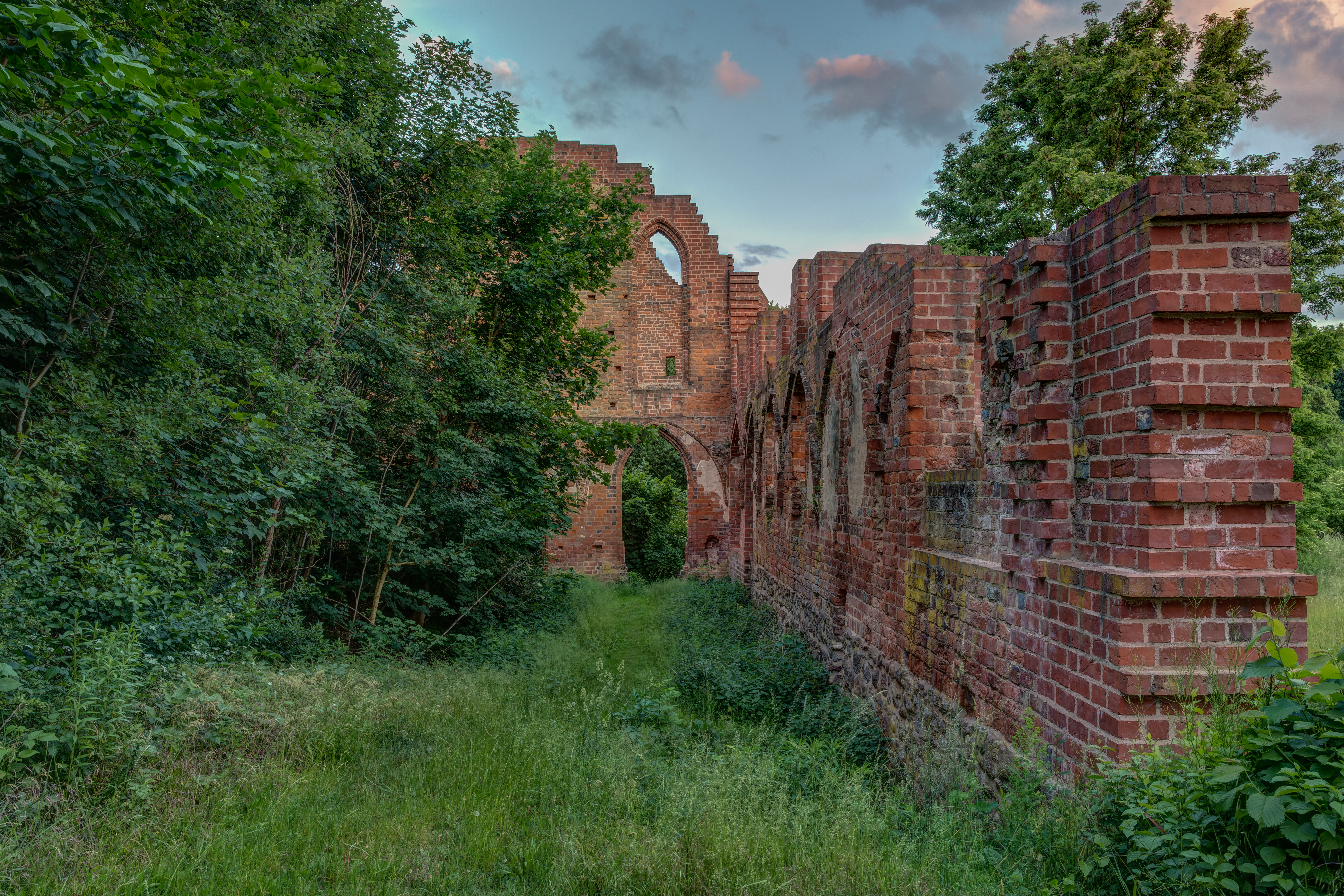
Klosterruine

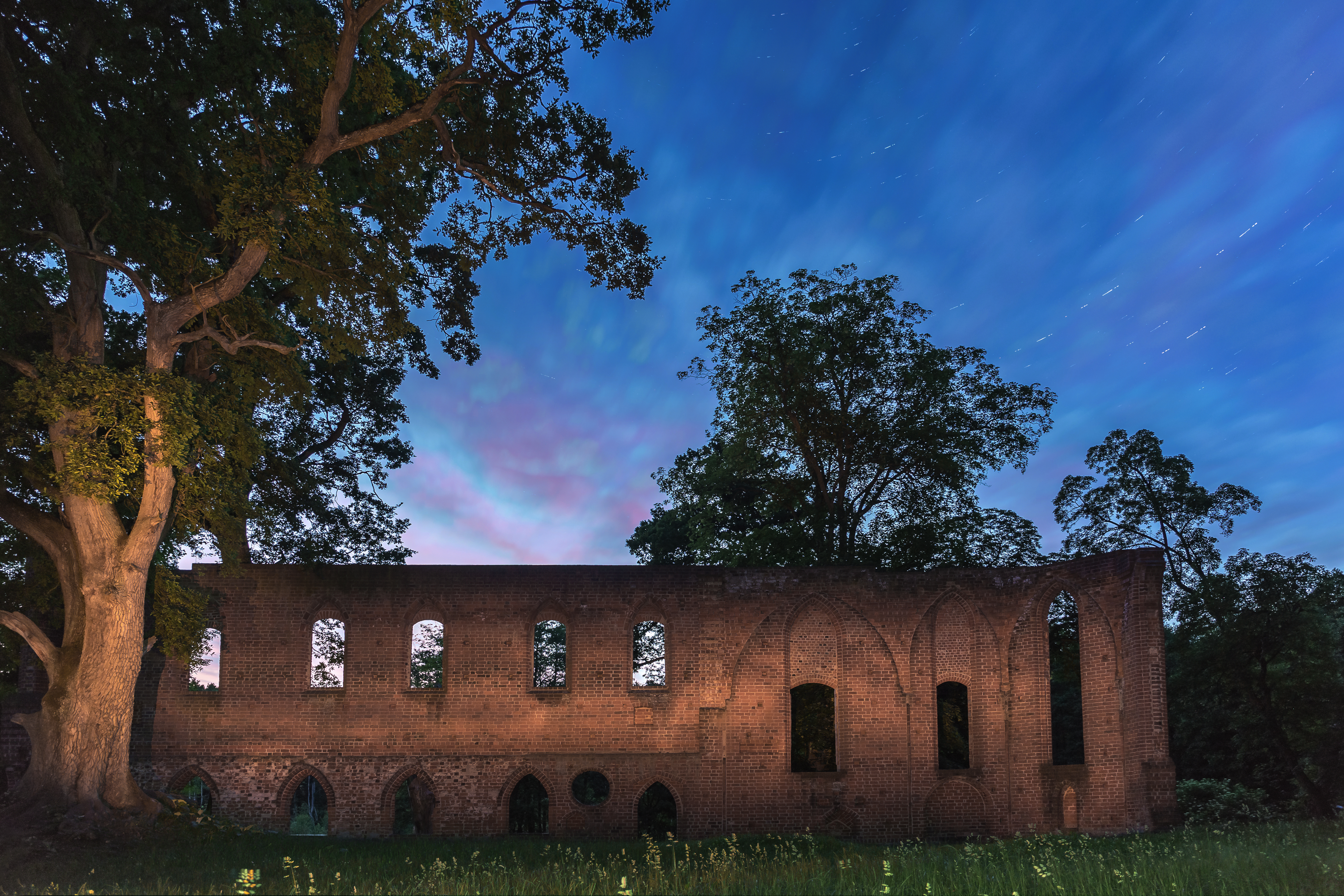
Klosterruine

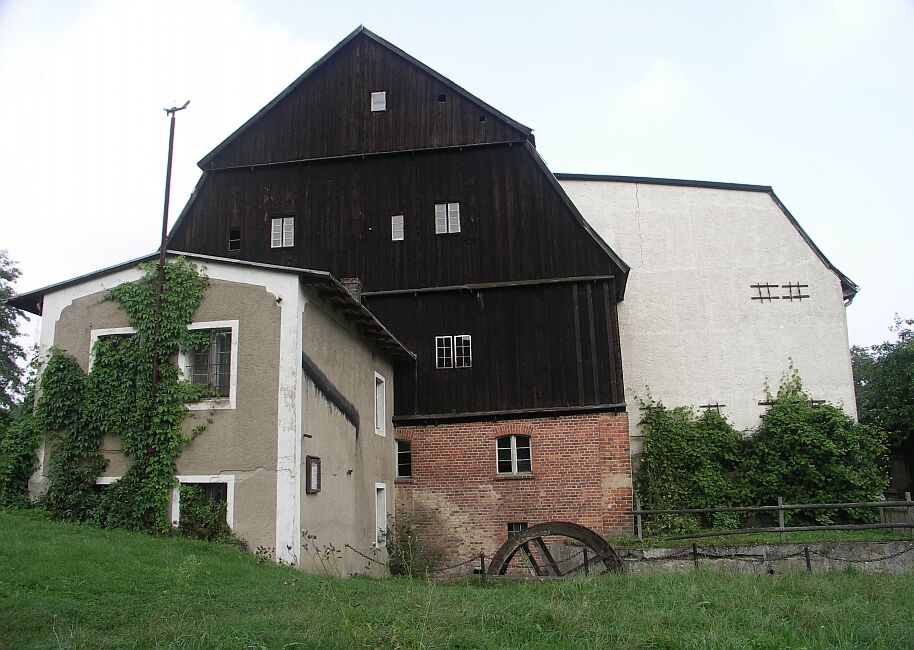
Wassermühle

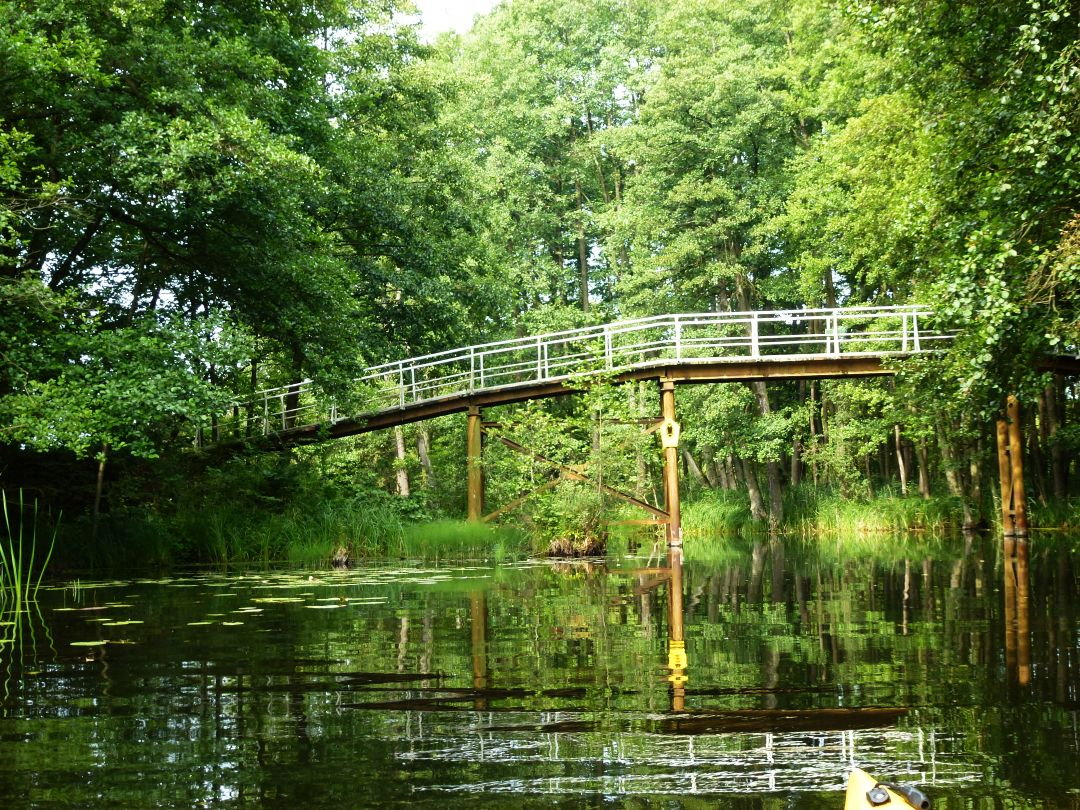
Fasanenbrücke zwischen Schumellensee und Küchenteich

In der Liste der Baudenkmale in Boitzenburger Land stehen die in der Denkmalliste des Landes Brandenburg eingetragenen Baudenkmale. Auch einige Bodendenkmale sind in der Gemeinde zu finden, welche in der Liste der Bodendenkmale in Boitzenburger Land eingetragen sind.

### Bauwerke
- Schloss Boitzenburg
- Lenné-Park mit Apollotempel in Boitzenburg
- Gräflicher Marstall, derzeit als Restaurant, Schokoladenmanufaktur, Schaubäckerei und Kaffeerösterei genutzt
- Gärtnerhaus im inneren Schlossbezirk, 1780 erstmals erwähnt, von 1993 bis 2005 restauriert
- Pfarrkirche St. Marien auf dem Berge
- Klosterruine Boitzenburg (ehemaliges Zisterzienserinnen-Kloster)
- Theater Klosterruine Boitzenburg
- Kapelle in Buchenhain-Mellenau
- Thomsdorfer Kirche
- Dorfkirche Kuhz, 13. Jh.
- Boitzenburger Tiergarten (älteste Eiche)
- Verlobungsstein im Tiergarten (Findling)
- Ehemalige Bahnstrecke Fährkrug–Fürstenwerder, jetzt Radweg „Spur der Steine“, führt westlich von Boitzenburg durch das Gebiet der Gemeinde
- Hardenbecker Haussee, 120 ha groß, 6 km lang, mit Wasserwander-Verbindung bis nach Boitzenburg über den Schumellensee und Küchenteich (Bootsverleih am Boitzenburger Schloss)

### Museen und Ausstellungen

#### Klostermühle Boitzenburg
Die Klostermühle Boitzenburg ist eine historische Wassermühle, die als Museum fungiert. Die Mühle ist an einem Bach gelegen, der an der Klosterruine vorbei durch den Tiergarten in Richtung Prenzlau und von dort zur Ostsee fließt.
Erstmals wurde die Mühle im Jahre 1271 erwähnt, als die Markgrafen Johann II., Otto IV. und Conrad mit ihrer Stiftung für die Erstausstattung des Klosters sorgten. Als das Kloster in der Reformation aufgelöst wurde, ging bald darauf der klösterliche Besitz und mit ihm auch die Boitzenburger Wassermühle in das Eigentum der Familie von Arnim über. Von Zerstörungen blieb die Mühle in den anhaltenden Wirren des Mittelalters zwar nicht verschont, doch in seiner heutigen Gestalt besteht das Mühlengebäude inzwischen schon etwa seit 1752. In der Folgezeit gab es zahlreiche Veränderungen und Modernisierungen im Innern. So war es zu Beginn des 20. Jahrhunderts auch bereits möglich, dass die Mühlenturbine in ganz Boitzenburg für elektrisches Licht sorgte. Nach 1945 wurde die Mühle verstaatlicht. Bis 1959 wurde noch Mehl gemahlen und die LPG Tierproduktion ließ in ihr noch bis 1978 Mischfutter herstellen. Der letzte Müller der Mühle, Willi Witte, sorgte für den Erhalt dieser Mühlentechnik.
Der heute im kommunalen Eigentum stehende Mühlenkomplex ist seit 1979 der Öffentlichkeit als Museum zugänglich. Der Museumsmüller und seine Gesellen bieten Führungen an, bei denen das Mahlwerk in Gang gesetzt, die Bäckerei im Keller, die Müllerwohnung, die historische Stellmacherei und die Schmiede besucht und erklärt werden.

#### Sammlung Schloss Boitzenburg
Pfingsten 2008 wurde im historischen Kellergewölbe unter der einstigen Bibliothek des Schlosses Boitzenburg eine Dauerausstellung mit dem Namen Sammlung Schloß Boitzenburg eröffnet. Die hier gezeigten Exponate verdeutlichen einerseits einen Teil der historischen Baubefunde aus der mehrjährigen Sanierungsphase, die das heute als Kinder- und Jugendhotel geführte Schloss von 1999 bis 2003 durchlaufen hat. Andererseits wird auch der Versuch unternommen, dem Besucher die mehr als 400-jährige Bau-, Besitz- und Nutzungsgeschichte des Schlosses als eines der größten märkischen Adelsschlösser nahezubringen. An Wochenenden und Feiertagen werden Führungen durch das Schloss angeboten, welche mit einem Rundblick von der Plattform des Seigerturmes abschließen.

#### Heimatstube und Galerie Klaushagen
Im Ortsteil Klaushagen befindet sich eine Heimatstube und Galerie, die im denkmalgeschützten Gemeindehaus in der Dorfmitte untergebracht ist. In ihren Räumlichkeiten werden bäuerliches Wohnen und ländlicher Hausrat präsentiert. Von 1867 bis 1963 diente das Gebäude den Klaushagenern als Dorfschule und wird deshalb häufig noch heute Alte Schule genannt. In der Heimatstube befindet sich auch eine inhaltsreiche Chronik, die Aufschluss über mehr als 730 Jahre Geschichte des Dorfes, des benachbarten Ortes Lichtenhain und des Wohnplatzes Suhrhof gibt. Im großen, ehemaligen Klassenraum der Alten Schule finden in unregelmäßigen Abständen auch Personalausstellungen von Künstlern aus der Region statt. Frei zugänglich ist eine kleine Ausstellung mit landwirtschaftlichen Geräten vor und im Nebengebäude des Gemeindehauses.

#### Heimatstube Warthe

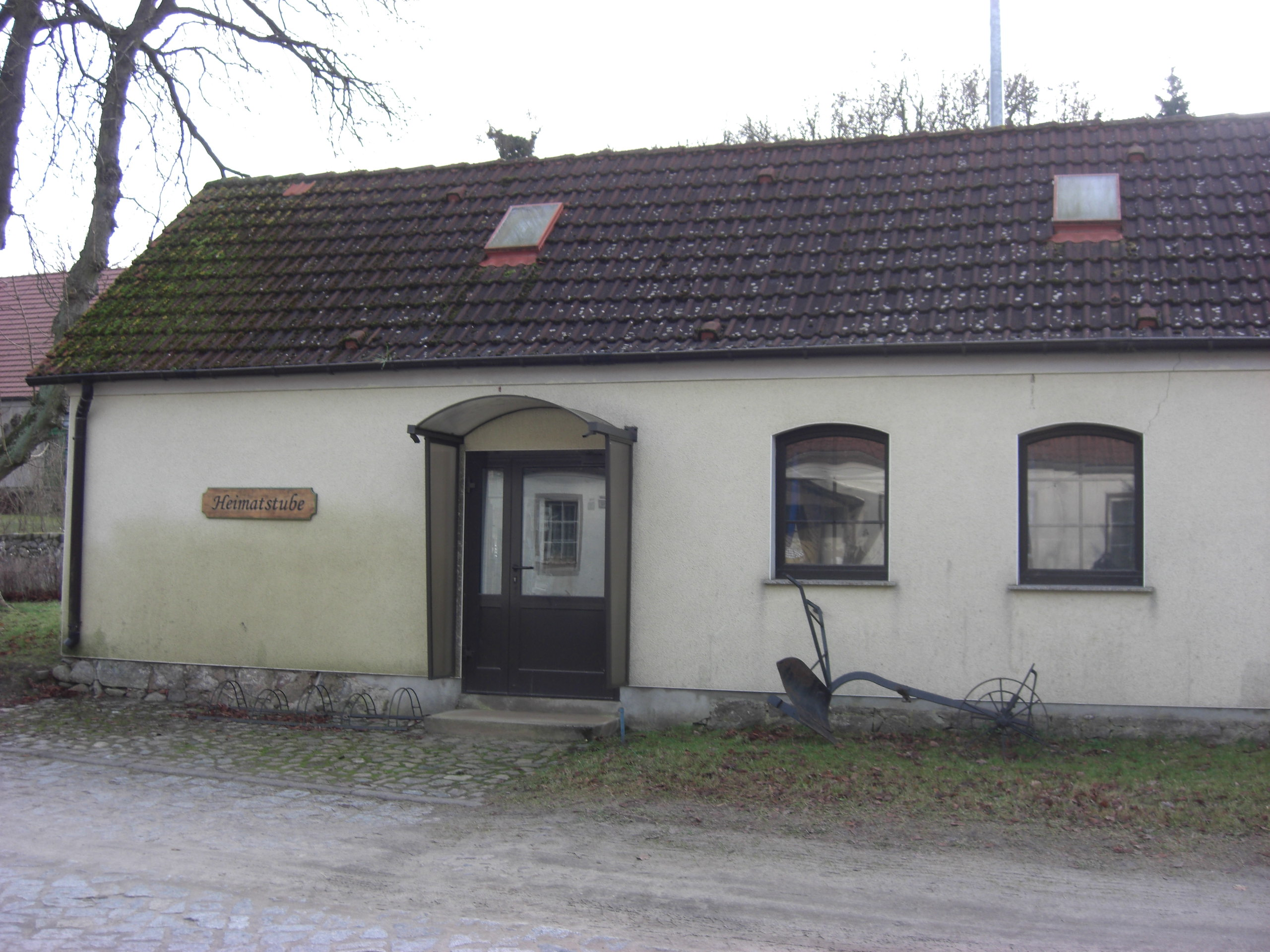
Warther Heimatstube

Die Warther Heimatstube befindet sich in der ehemaligen Schmiede auf dem zentralen Dorfanger des lang gezogenen Straßendorfes. Von 1885 bis 1960 wurde die Dorfschmiede von den Schmiedemeistern Schmöker (Vater und Sohn) betrieben, ehe sie 1960 von der LPG übernommen, elf Jahre später geschlossen und bis zur Schließung der Dorfschule in Warthe 1998 als zusätzlicher Unterrichtsraum genutzt wurde.
Anlässlich der 700-Jahr-Feier des Ortes im Jahre 1995 wurde die Heimatstube eingeweiht. Neben musealen Exponaten beherbergt die einstige Schmiede auch eine kleine Bibliothek. Zu sehen sind Zeugnisse des dörflichen Lebens und Erinnerungsstücke an die Bahnstrecke Templin-Fährkrug-Fürstenwerder, die auch Warthe kreuzte. Erst 1910 bis 1912 gebaut, wurde diese Bahnlinie nur von 1913 bis 1945 für den Personen- und Güterverkehr genutzt. Schon im Juni 1945 begann die vollständige Demontage der Gleise als Reparationsleistung für die Sowjetunion.

#### Kunsthandwerkerhof Thomsdorf
Im Ortsteil Thomsdorf befindet sich ein Areal mit Keramik- und Filzwerkstatt und einem Steinbackofen. In der Keramikwerkstatt ist neben dem Zuschauen bei der Töpferarbeit auch die eigene Anfertigung von Keramikarbeiten möglich. Gleiches gilt für die Filzwerkstatt. Im Steinofen werden Pizza und Brot gebacken. Daran angeschlossen ist das Hof-Café Klönstuw. Daneben befinden sich Ausstellungsräumlichkeiten auf dem Areal, bei dem verschiedene Künstler ihre Werke aus Holz, Keramik, Malerei, Wolle, Fotografie etc. vorstellen.

#### Museumsschule Hardenbeck
In der Hardenbecker Museumsschule sind neben der Lehrerstube eines Dorfschullehrers und einem Raum für Sonderausstellungen und Vorträge zwei historische Klassenräume zu sehen. Über 100 Jahre Dorfschulgeschichte werden hier versucht wieder lebendig zu machen. Ein Raum zeigt das komplette Inventar eines kaiserzeitlichen Klassenzimmers von der Schiefertafel mit Griffel und Schwamm bis zum Rohrstock des Lehrers. Ein zweiter Raum zeigt eine Dorfschulklasse aus einer Zeit 70 Jahre später. Die Museumsschule verfügt über einen umfangreichen Fundus zur Schul- und Regionalgeschichte Hardenbecks und der Uckermark. Im Bestand befindet sich eine Lehrbuch- und eine vollständige Fibelsammlung.

#### Fahrzeug- und Technikmuseum Fürstenau
Das Fahrzeug- und Technikmuseum Fürstenau stellt alte Fahrzeuge sowie Dinge aus der DDR aus.

## Wirtschaft und Infrastruktur

### Unternehmen
In der Gemeinde sind viele kleine und mittelständische Betriebe ansässig. Die Uckermark-Fisch GmbH hat ihren Sitz in Boitzenburg sowie Filialen in Lychen und Templin, im Ortsteil Lichtenhain befindet sich das Haus Lichtenhain mit einem Vertrieb von Apfelprodukten (Inhaberin Daisy von Arnim).
Des Weiteren gibt es mehrere gastronomische Betriebe, so im Ortsteil Boitzenburg Restaurant Schloss Boitzenburg, Zur Klostermühle, Zum grünen Baum. Weitere Gaststätten gibt es in den Ortsteilen Berkholz, Buchenhain, Hardenbeck, Haßleben, Thomsdorf, Wichmannsdorf und Warthe.
In der wald- und seenreichen Ferienregion bestehen weitere Entwicklungspotentiale im Tourismussektor. So stehen z. B. viele Ferienwohnungen in der Gemeinde zur Verfügung.

### Verkehr
Die Bundesstraße 109 zwischen Templin und Prenzlau durchquert den Ortsteil Haßleben. Die Landesstraße L 15 zwischen Lychen und Gollmitz durchquert das Gemeindegebiet in West-Ost-Richtung, die L 24 verbindet Boitzenburg mit der Autobahnanschlussstelle Pfingstberg an der A 11 Berlin–Stettin. Templin ist über die L 217 erreichbar.
Die Bahnstrecke Templin-Fährkrug–Fürstenwerder mit den Haltepunkten Warthe, Hardenbeck und Krewitz wurde 1945 als Reparationsleistung an die Sowjetunion abgebaut. Die Bahnstrecke Löwenberg–Prenzlau mit dem Bahnhof Haßleben ist im Jahr 2000 stillgelegt worden.

### Bildung
Die Gemeinde Boitzenburger Land verfügt über Kindertagesstätten in Boitzenburg, Haßleben, Hardenbeck und Wichmannsdorf. Die einzige Schule der Gemeinde, die Puschkin-Grundschule, befindet sich im Ortsteil Boitzenburg. Weiterführende Schulen gibt es sowohl in Templin als auch in Prenzlau, beide rund 20 km vom Ortsteil Boitzenburg entfernt.

### Vereine
Im Ortsteil Boitzenburg gibt es eine vielfältige Vereinslandschaft:
| - Anglerverein - Arbeitsgemeinschaft Schiffsmodellbau - Förderverein Schule Boitzenburg - Förderverein Kirche „St. Marien auf dem Berge“ - Boitzenburger Carnevalsclub e. V. seit 1965 | - Gartenverein - Heimatbund - Karnevalsverein - Keramikzirkel - Schützenverein | - Sportverein SV Boitzenburg - Textilzirkel - Volkssolidarität - Volkstanzgruppe |

## Persönlichkeiten
Söhne und Töchter der Gemeinde
- Hans Georg von Arnim-Boitzenburg (1583–1641), kursächsischer Generalfeldmarschall
- Georg Abraham von Arnim (1651–1734), preußischer Generalfeldmarschall
- Konstantin Decker (1810–1878), Pianist, Komponist und Musikpädagoge, geboren in Fürstenau
- Adolf von Arnim-Boitzenburg (1832–1887), Reichstagspräsident
- Herwart Fischer (1885–1938), Rechtsmediziner und Hochschullehrer
- Julius Starcke (1895–1945), Bildhauer, geboren in Stabeshöhe
- Joachim Dietlof von Arnim-Boitzenburg (1898–1972), letzter Graf auf Schloss Boitzenburg
- Helmut Christian Reiche alias Christian Ryke (1913–1993), Jurist und Buchautor, geboren in Wichmannsdorf
- Sieghart von Arnim (1928–2020), Manager und Sachbuchautor, geboren in Arnimshain (heute Buchenhain)